# Stefano Domenicali
Stefano Domenicali (né le 11 mai 1965 à Imola en Italie) est un homme d’affaires Italien.
Actuel président de la Formule 1, il était auparavant l'un des dirigeants de la Scuderia Ferrari. De janvier 2008, lorsqu'il succède à Jean Todt, à avril 2014, il est à la tête de la « gestion sportive », c'est-à-dire le patron de la compétition en Formule 1 de l'entreprise de Maranello. Le 15 mars 2016, il est embauché chez Audi et est nommé PDG de Lamborghini. Il est choisi par Liberty Media, l'organisme propriétaire de la Formule 1, pour en devenir le nouveau patron en remplacement de Chase Carey à partir du 1er janvier 2021.

## Carrière
Après avoir travaillé en Italie dans les affaires et dans le commerce, Stefano Domenicali rejoint Ferrari en 1991 où il travaille dans le secteur administratif. Il passe ensuite à l'administration de l'équipe de course et au développement de l'équipe, au circuit d'essai du Mugello.
En 1995, il est nommé chef du personnel du département sportif de Ferrari et participe à la liaison entre les partenaires de l'équipe, avant d'être promu directeur de l'équipe en décembre 1996. Après un bref passage comme directeur de la logistique, il devient le directeur sportif de l'équipe en 2002.
En janvier 2008, Stefano Domenicali assume le rôle de directeur de la Scuderia Ferrari en Formule 1, un poste précédemment détenu par Jean Todt. En avril 2014, après trois premiers Grands Prix décevants pour la Scuderia, Domenicali donne sa démission et est remplacé par Marco Mattiacci, jusque-là responsable de la direction de Ferrari en Amérique du Nord.

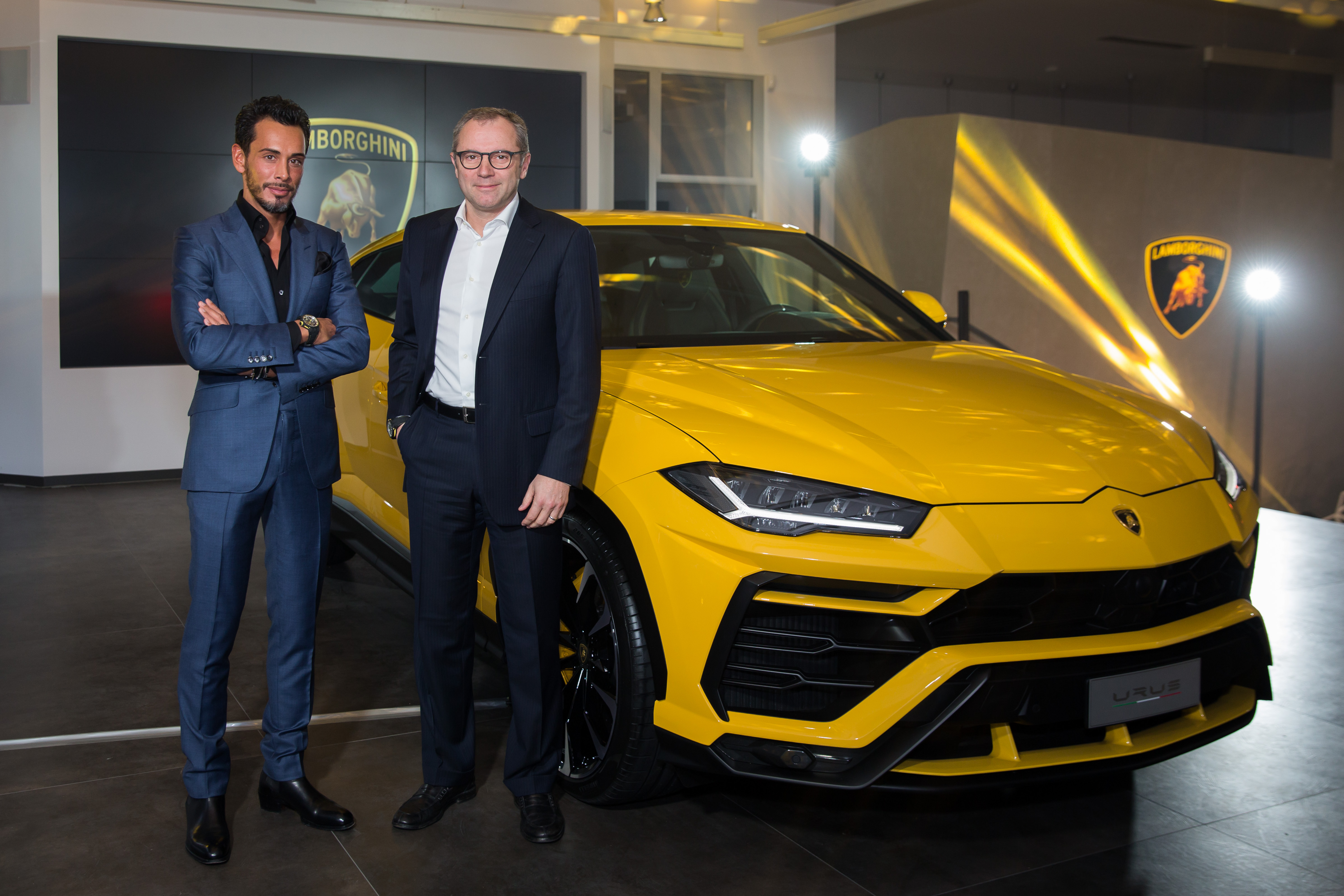
Stefano Domenicali et Edouard Schumacher à Lamborghini Paris

Le 15 mars 2016, juste après la fermeture du Salon de Genève, Stefano Domenicali est nommé à la tête de Lamborghini où il succède à Stephan Winkelmann.
Lamborghini annonce son départ le 25 septembre 2020 car il devient, à partir de 2021, le nouveau patron de la Formule 1